# Запечерний провулок
Запече́рний провулок — провулок у Печерському районі міста Києва, місцевості Звіринець, Наводничі. Пролягає від Лаврської вулиці вздовж Печерського ландшафтного парку (раніше — від вулиці Нестора Літописця).

## Історія
Провулок виник у 1-й чверті XX століття під назвою Запече́рна ву́лиця (як така, що проходить «за печерами», за територією Лаври). Сучасну назву провулок отримав 1940 року. Наприкінці 1970-х років у зв'язку із облаштуванням Печерського парку та будівництвом комплексу Музею історії України у Другій світовій провулок разом із існуючою забудовою було ліквідовано.
2009 року назву провулку було поновлено, 2015 року провулок включено до офіційного довідника «Вулиці міста Києва» (в стороні від колишньої траси провулку).